# Agence des technologies de l'information et de la communication
L'Agence des technologies de l'information et de la communication, créée le 10 janvier 2005, est un établissement public malien. Son siège est à Bamako, la capitale du Mali. 

## Historique
Créée le 10 janvier 2005, l'agence des technologies de l'information et de la communication en abrégé Agetic a pour objectif la modernisation de l'administration malienne,. Elle est gérée par trois organes à savoir le Conseil d'Administration, le Comité de Gestion et la Direction Générale.
Pour sa mission principale qui est la modernisation de l'administration au Mali, l'agence s'appuie sur les technologies de l'information et de la communication. Elle est le premier organe institutionnel créé par l'Etat malien en 2005 afin de gérer la politique nationale en matière des technologies de l'information et de la communication.
En 2015, à la suite de la onzième session ordinaire de son conseil d'administration, l'agence a tenue la première session extraordinaire de son conseil d'administration. Cette session s'inscrit dans le cadre du renforcement de la performance et de la compétitivité de l'agence. Durant cette session il a également été question de la finalisation du projet de mise en réseau des services de l'Etat, un projet initié par la république de Corée et d'un autre projet  portant sur la modernisation du réseau optique et d'information du Mali, initié par la république populaire de Chine.
En 2022, l'agence signe une convention avec l'institut national de prévoyance sociale (Inps), portant sur l'offre du domaine ml (.ml), la messagerie professionnelle, la gestion de courriers et la formation des agents de l'Insp à l'utilisation d'outils numérique.

## Missions
La mission principale de l'agence est la modernisation de l'administration publique au Mali. Cependant, dans la réalisation de cette mission, elle s'est donnée plusieurs autres missions.
Parmi les missions de l'Agetic, nous pouvons citer entre autre la création, le développement et la maintenance d'infrastructures TIC. Notons également que l'agence a pour mission de répondre à tous les besoins TIC des citoyens maliens. En 2020, l'agence se donne pour mission de faire du Mali un hub  technologique en Afrique de l'Ouest.

## Organisation

### Services
L'Agetic est un établissement public malien, placé sous tutelle du ministère de la communication, de l'économie numérique et de la modernisation de l'administration malienne. L'agence compte à ce jour 118 agents repartis entre ses 10 antennes régionales.
L'agence est administrée par un Conseil d'Administration, dont le président est le ministre de tutelle, il valide les activités et programmes annuels de l'agence. Elle est gérée par un comité de gestion, composé du directeur général, du directeur général adjoint, des directeurs techniques et du représentant du personnel. L'agence est dirigé par la direction générale, composé du directeur général, du directeur général adjoint et des directeurs techniques,. 

### Budget
En 2020, le budget est évalué à  2 696 103 000 Fcfa, soit une augmentation de 23,03% par rapport à 2019. En 2021, le budget est évalué à 2,749 milliards de Fcfa. En 2025, le budget de l'agence est évalué à 2.986.779 Fcfa, soit une hausse de 2,51%.